# مسدس ميم/1887

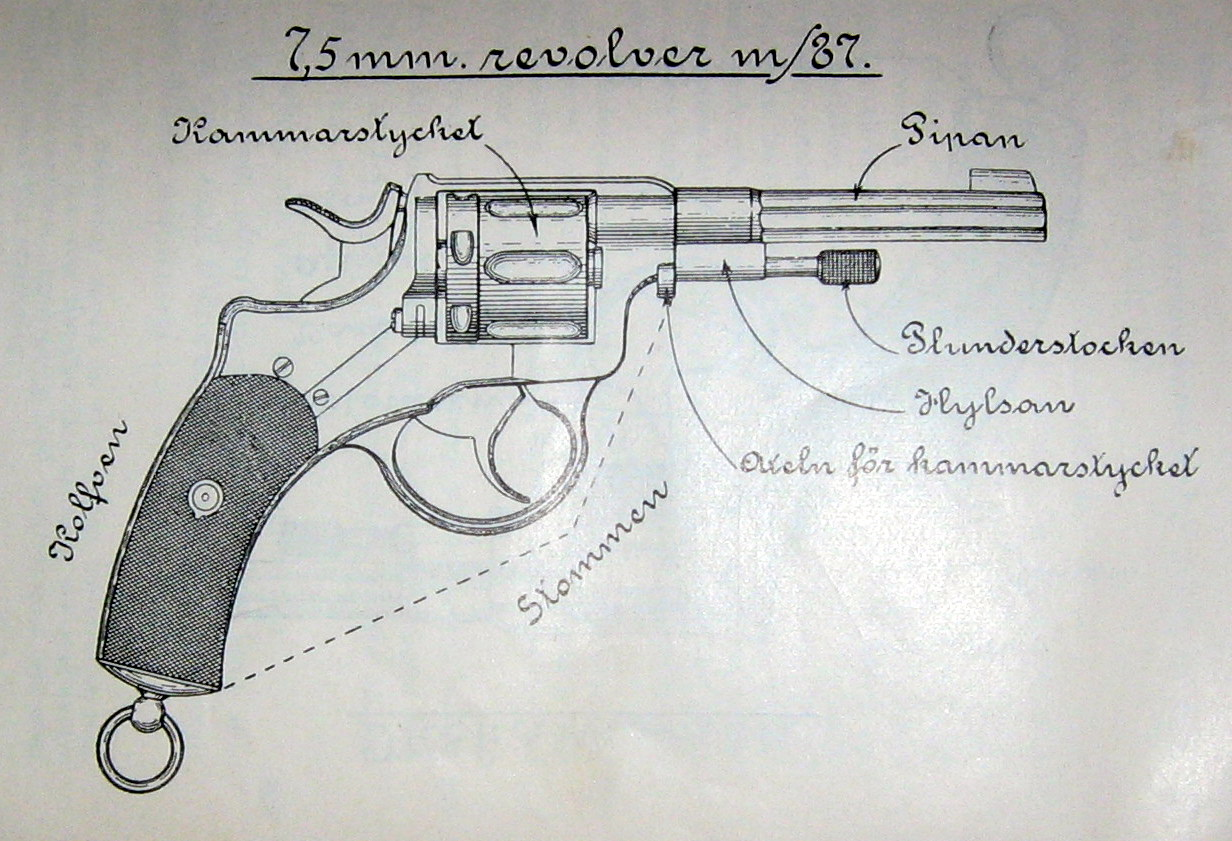

مسدس ميم/1887 (بالإنجليزية: revolver m/87) . مسدس من طراز عام 1887 من عيار 7,5 مم ، و أستخدم المسدس في الدفاعات السويدية. 
تم تصنيع المسدس من قبل شركة نيغانت في لييج في فرنسا ، و أيضاً من قبل شركة هيوسكافارنا السويدية. و قد تم الاستمرار باستخدام المسدس حتى عام 1945 من قبل الحرس الوطني السويدي. و أخر استعمال للمسدس كان في عام 1989 و قد تم استخدامه للتدريب على إطلاق الرصاص المفرغ  عند تدريب الكلاب. 
و إن بعض النماذج التي تمّ تجديدها في عام خمسينات القرن الماضي ، تم استخدامها في حماية منشآت العمل إلى ثمانينات القرن الماضي. 

## الذخيرة
- رصاص من عيار 7,5 مم  ميم/87
- رصاص من عيار 7,5مم  ميم/98